# Brion (Yonne)
Brion ist eine französische Gemeinde mit 614 Einwohnern (Stand: 1. Januar 2022) in der Region Bourgogne-Franche-Comté (Bourgogne) im Département Yonne. Die Gemeinde gehört zum Arrondissement Sens und zum Kanton Migennes. Die Einwohner werden Brionais genannt.

## Geografie
Brion liegt etwa 23 Kilometer nordnordwestlich von Auxerre. Umgeben wird Brion von den Nachbargemeinden Bussy-en-Othe im Norden und Osten, Migennes im Südosten, Laroche-Saint-Cydroine im Süden, Looze im Westen sowie Joigny im Westen und Nordwesten.

## Bevölkerungsentwicklung
| Jahr                      | 1962 | 1968 | 1975 | 1982 | 1990 | 1999 | 2006 | 2013 |
| Einwohner                 | 404  | 360  | 421  | 499  | 533  | 600  | 602  | 596  |
| Quelle: Cassini und INSEE |      |      |      |      |      |      |      |      |

## Sehenswürdigkeiten
- Kirche Saint-Phal aus dem 12. Jahrhundert

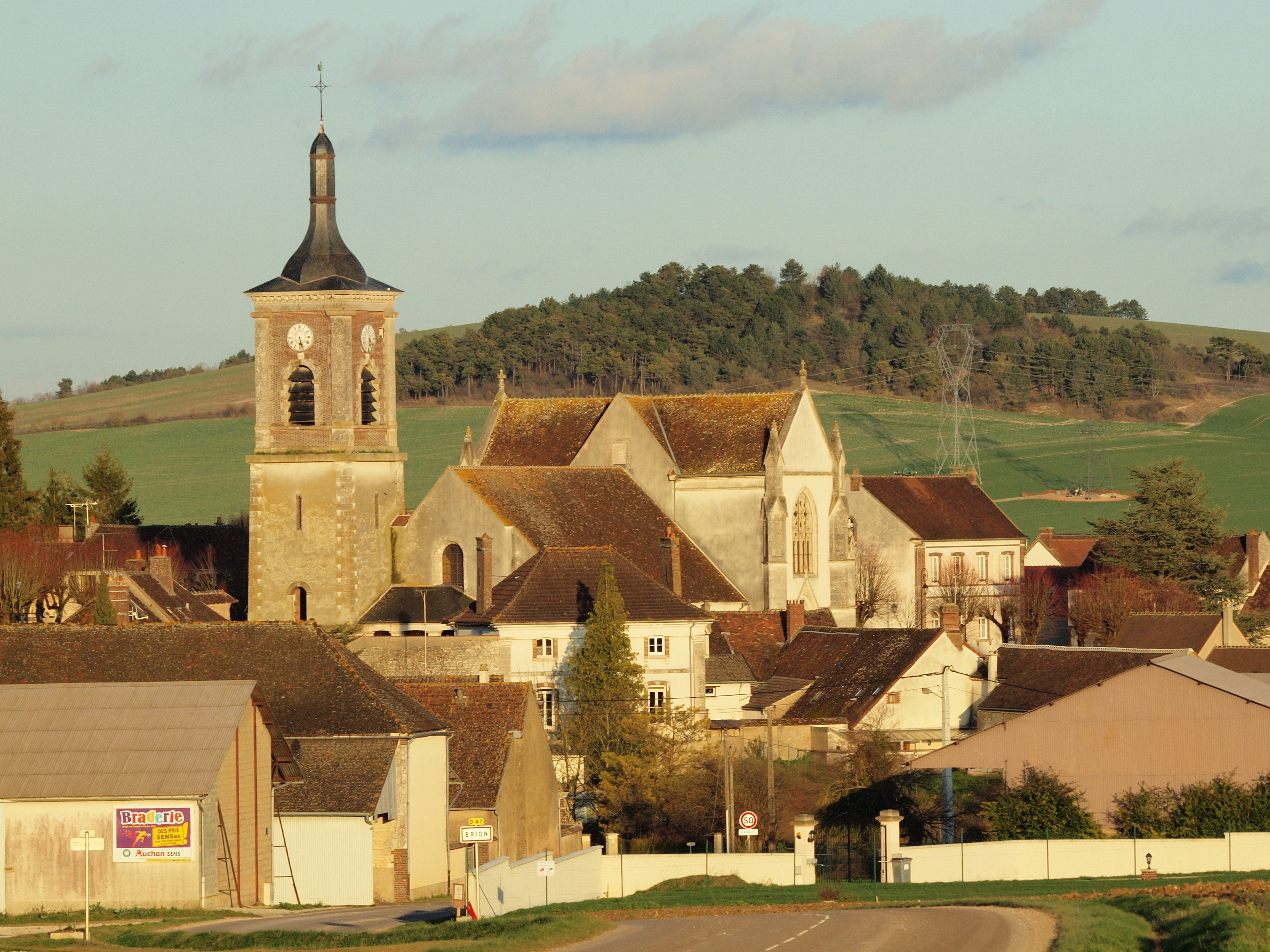
Kirche Saint-Phal